# San Miguel, San Juan Lalana
San Miguel är en ort i Mexiko.   Den ligger i kommunen San Juan Lalana och delstaten Oaxaca, i den sydöstra delen av landet, 400 km sydost om huvudstaden Mexico City. San Miguel ligger 192 meter över havet och antalet invånare är 246.
Terrängen runt San Miguel är kuperad västerut, men österut är den platt. Runt San Miguel är det glesbefolkat, med 12 invånare per kvadratkilometer. Närmaste större samhälle är San Juan del Río, 4,5 km öster om San Miguel. I omgivningarna runt San Miguel växer huvudsakligen savannskog.